# Rafael Ballivián
Rafael Ballivián Rocha (1897-1963) fue un poeta boliviano.

## Biografía
Hijo de Ramón Ballivián y Elisa Rocha, nació en La Paz en 1897. Allí fue educado, con cursos en la escuela jesuíta de San Clixto, de la que se graduó con la licenciatura de Letras y Ciencias en 1914. Su carrera literaria comenzó con la publicación de versos y artículos literarios en El Diario y en 1914 se incorporó a la redacción de El Fígaro, dirigido por Tomás Elio y escuela de muchos de los intelectuales jóvenes del país. En 1916 figuraba como uno de los editores de la revista La Lectura y en 1918 se unió a El Norte. Ese mismo año, fue designado jefe de Aduanas. También fungió como secretario de la única asociación de bellas artes que existía por entonces en Bolivia. En los Juegos Florales de 1919, fue galardonado con el segundo premio por un poema titulado Retiro aldeano. Contrajo matrimonio con Rosa Iturralde, con la que fue padre de María Esther Ballivián. Ballivián, que fue autor de obras como La senda iluminada y Comentarios marginales (literatura boliviana), falleció en 1963.